# أوليفيا لي
أوليفيا لي (بالإنجليزية: Olivia Lee) هي ممثلة بريطانية، ولدت في 1981م.

## وصلات خارجية
- أوليفيا لي على موقع IMDb (الإنجليزية)
- أوليفيا لي على موقع قاعدة بيانات الفيلم (الإنجليزية)